# Nick Carter (musiker)
Nickolas Gene "Nick" Carter, född 28 januari 1980 i Jamestown, New York, är en amerikansk sångare.

## Musik
Carter är medlem i den amerikanska popgruppen Backstreet Boys, tillsammans med Howie Dorough, Brian Littrell, AJ McLean och Kevin Richardson. Han har också släppt tre soloalbum, Now or Never 2002, I'm Taking Off 2011 och All American 2015. Han har även skrivit låtar åt andra artister och medverkat på sin bror Aaron Carters album, spelat in låten Say Goodbye med Tommy Lee och 2010 duetten "Beautiful lie" tillsammans med Jennifer Paige.

### Album som soloartist
- Now or Never (2002)
- I'm Taking Off (2011)
- All American (2015)

### Singlar som soloartist
- Help Me (2002)
- Do I Have to Cry for You (2002)
- I Got You (2003)
- Beautiful Lie feat. Jennifer Paige (2010)
- Just one kiss (2011)
- 80’s Movie (2020)
- Scary Monster (2021)
- Hurts to Love You (2023)
- Superman (2023)
- Made For Us (2023
- Never Break My Heart (Not Again) (2023)

## Film och TV
Carter har gästspelat i flera TV-serier, bland andra 8 Simple Rules och Drömmarnas tid (American Dreams), samt haft en roll i filmen The Hollow (2004). Carter spelade tillsammans med sina syskon in reality-TV-serien House of Carters 2006. Serien visades i åtta avsnitt där syskonen som hade varit ifrån varandra under en längre period flyttade ihop i ett stort hus för att komma närmare varandra.

## Privatliv
Carter är son till Robert Carter och Jane, född Spaulding, som skildes 2004. Han har fyra syskon, bland vilka märks Aaron Carter och Leslie Carter, båda avlidna.
Carter hade ett förhållande med Paris Hilton 2003–2004. Han  tatuerade då hennes förnamn på handleden, men efter deras uppbrottet täckte han över tatueringen över med en tatuerad dödskalle och den tatuerade texten "Old habits die hard".
Sen 2014 är Carter gift med Lauren Kitt Carter och tillsammans har de sonen Odin och döttrarna Pearl och  Saoirse.